# Mohsen Esmaeili
Mohsen Esmaeili (persa: محسن اسماعیلی; nascido em 6 de abril de 1964) é um jurista e político iraniano. Atualmente, serve como vice-presidente do Irã para Assuntos Parlamentares e Assuntos Estratégicos, cargo que ocupa desde de 15 de abril de 2025. 
Esmaeili também foi membro do Conselho dos Guardiões e da Assembleia de Peritos, tendo desempenhado funções importantes no sistema jurídico e constitucional da República Islâmica do Irã,Ele é o primeiro membro não clérigo da assembleia.

## Vida pessoal
Esmaeili nasceu no Irã em 1964. Obteve seu doutorado em Direito Privado, com distinção e louvor, pela Universidade Tarbiat Modares e foi reconhecido pelo Ministério da Ciência, Pesquisa e Tecnologia por ocupar o primeiro lugar no Irã em cursos de graduação e pós-graduação.

## Carreira
Esmaeili é um jurista consultor e foi membro do poderoso Conselho Guardião do Parlamento do Irã. Além disso, Esmaeili representou o Irã na Comissão Econômica e Social das Nações Unidas para a Ásia e o Pacífico, como Diretor Geral de Registro Civil da Organização Nacional de Registro Civil do Irã.